# Agathotoma temporaria
Agathotoma temporaria é uma espécie de gastrópode da família Conidae.